# Casacanditella
Casacanditella ist eine italienische Gemeinde (comune) mit 1177 Einwohnern (Stand 31. Dezember 2023) in der Provinz Chieti in den Abruzzen. Die Gemeinde liegt etwa 10,5 Kilometer südsüdöstlich von Chieti und gehört zur Unione delle Colline Teatine.

## Weinbau
In der Gemeinde werden Reben der Sorte Montepulciano für den DOC-Wein Montepulciano d’Abruzzo angebaut.